# Igreja Católica Caldeia
A Igreja Católica Caldeia (em árabe: الكنيسة الكلدانية; romaniz.: al-Kanīsa al-kaldāniyya; em siríaco: ܥܕܬܐ ܟܠܕܝܬܐ ܩܬܘܠܝܩܝܬܐ; romaniz.: ʿītha kaldetha qāthuliqetha; em latim: Ecclesia Chaldaeorum Catholica) é uma Igreja particular oriental sui iuris da Igreja Católica. O seu rito litúrgico é de tradição caldeia (ou siríaca oriental); e as suas línguas litúrgicas são o siríaco e o aramaico. A partir de 2013, esta Igreja oriental é governada pelo Cardeal Patriarca Louis Raphaël I Sako, juntamente com o seu Sínodo, mas sempre sob a supervisão do Papa.

## História
A Igreja Católica Caldeia foi fundada por vários grupos de ex-cristãos sismáticos orientais que quiseram a comunhão com a Santa Sé. Por isso, estes cristãos separaram-se da Igreja do Oriente e, logo, pode-se dizer que a Igreja Caldeia é descendente da Igreja do Oriente. Mas, a data exacta da sua comunhão com a Santa Sé é muito controversa, existindo várias datas para este acontecimento. Uns apontam para 1551/1552, quando um alto prelado da Igreja Assíria do Oriente, juntamente com os seus apoiantes, reconciliou-se com a Santa Sé. Este prelado, chamado Yohannan Sulaqa, foi até consagrado e reconhecido pelo Papa Júlio III. Porém, após a morte de Sulaca, a relação entre estes católicos caldeus e a Santa Sé tornou-se muito turbulenta, esporádica e fraca. Para além de Sulaca, ao longo dos tempos, existiram também vários prelados e comunidades orientais, como a de Diarbaquir, que reconciliaram-se com o Papa. Mas, só em 1830 é que a hierarquia católica caldeia foi definitivamente estabelecida e clarificada, com a nomeação definitiva de Yohannan Hormizd como o único Patriarca Caldeu da Babilónia. Este acontecimento marca a formação da moderna Igreja Católica Caldeia, no sentido de uma instituição com uma estrutura hierárquica e organizacional bem definida. Em 1846, a Igreja Caldeia foi finalmente reconhecida pelo Império Otomano, que deu-lhe o estatuto de millet (comunidade etno-religiosa distinta dentro do Império), permitindo assim a emancipação civil dos católicos caldeus no Império Otomano.
Actualmente, os seus fiéis, que são cerca de 600 a 700 mil, concentram-se no Médio Oriente, nomeadamente no Iraque e em partes do Irão e da Turquia. Para além destas regiões históricas, existe também comunidades caldeias na Austrália e nos Estados Unidos da América (nomeadamente na Califórnia, na Arizona e no Michigan). Um dos católicos caldeus mais famosos é o iraquiano Tariq Aziz, um colaborador próximo de Saddam Hussein.
Apesar de a Igreja Caldeia e a Igreja Assíria do Oriente estarem separadas, a sua relação melhorou recentemente, muito devido aos esforços ecuménicos de ambos.

## Organização
Iraque
- Arquieparquia de Bagdá (eparquia própria do Patriarca Caldeu de Bagdá)
  - Eparquia de Alquoque
  - Eparquia de Acra
  - Eparquia de Amadia e Zaco
- Arquieparquia de Quircuque (sé metropolitana sem sufragâneas)
- Arquieparquia de Arbil (não metropolitana)
- Arquieparquia de Baçorá (não metropolitana)
- Arquieparquia de Mossul (não metropolitana)

 Irão
- Arquieparquia de Teerão (sé metropolitana sem sufragâneas)
- Arquieparquia de Úrmia
  - Eparquia de Salmas
- Arquieparquia de Avaz (não metropolitana)

 Turquia
- Arquieparquia de Diarbaquir (não metropolitana)

 Síria
- Arquieparquia de Alepo

 Líbano
- Eparquia de Beirute

 Egito
- Eparquia do Cairo

 Estados Unidos
- Eparquia de São Pedro Apóstolo de São Diego
- Eparquia de São Tomé Apóstolo de Detroit

 Canadá
- Eparquia do Mar Adai de Toronto

 Austrália e  Nova Zelândia
- Eparquia de São Tomé Apóstolo de Sidnei

 Jordânia
- Território dependente do patriarcado

 Israel e  Palestina
- Território dependente do patriarcado

## Bibliografía
- Julius Assfalg, Paul Krüger, Église chaldéenne, in Petit dictionnaire de l'Orient chrétien (DOC), Brepols, 1991.
- Sébastien de Courtois, "Chrétiens d'Orient sur les routes de la soie, dans les pas des Nestoriens", 2007, La Table Ronde, Paris.
- Sébastien de Courtois, "Le nouveau défi des chrétiens d'Orient, d'Istanbul à Bagdad", 2009, Jean-Claude Lattès, Paris.
- Raymond Le Coz, Histoire de l'Église d'Orient (Chrétiens d'Irak, d'Iran et de Turquie), Cerf, Paris, 1995 ISBN 2204051144
- Herman Teule, Les Assyro-Chaldéens. Chrétiens d'Irak, d'Iran et de Turquie, Brepols (col. Fils d'Abraham), Turnhout, 2008 ISBN 9782503528250
- Jean-Pierre Valognes, Vie et mort des chrétiens d'Orient, Fayard, Paris, 1994 ISBN 2213030642
- Joseph Yacoub, Babylone chrétienne : géopolitique de l'Église de Mésopotamie, Desclée de Brouwer, Paris, 1996 ISBN 222003772X
- Eugène Tisserant, v. L'Église nestorienne, in Dictionnaire de Théologie Catholique, tome XI, Paris 1931, coll. 157-323.